# DIALOGUE+
DIALOGUE+는 포니 캐년과 계약을 맺은 일본의 아이돌 그룹이다. 8명의 성우로 구성된 이 그룹은 2019년 첫 번째 싱글 "하지메테노 카쿠메이"를 발매하며 데뷔했다. 타이틀 트랙은 일본의 애니메이션 TV 시리즈 고등학생들은 다른 나라에서도 쉽게 오프닝 주제로 사용되었다. 그들의 음악은 약캐 토모자키 군와 수염을 깎다. 그리고 여고생을 줍다.에도 사용되었다.

## 구성원
- 우치야마 유리나(内山 悠里菜, 1998년 4월 28일생)
- 히에다 네네(稗田 寧々, 1997년 1월 15일생)
- 모리야 쿄카 (守屋 亨香, 1995년 5월 22일생)
- 오가타 유나(緒方 佑奈, 1997년 7월 31일생)
- 타카무라 아야카(鷹村 彩花, 1998년 2월 5일생)
- 미야하라 사츠키(宮原 颯希, 1998년 10월 28일생)
- 이이즈카 마유(飯塚 麻結, 1996년 4월 15일생)
- 무라카미 마나츠 (村上 まなつ, 1999년 8월 24일생)